# Czesław Jackowiak
Czesław Marian Jackowiak (ur. 11 czerwca 1923 w Toruniu, zm. 12 stycznia 1994 w Gdańsku) – polski profesor prawa, specjalista z dziedziny prawa pracy.

## Życiorys
Absolwent Gimnazjum św. Marii Magdaleny w Poznaniu. W latach 1972–1976 dziekan Wydziału Prawa Uniwersytetu Mikołaja Kopernika w Toruniu. Później pracownik Uniwersytetu Gdańskiego (na miejsce zmarłego Romana Korolca). Drugi promotor rozprawy doktorskiej pt. Zakres swobody stron w zakresie kształtowania treści stosunku pracy autorstwa Lecha Kaczyńskiego, późniejszego prezydenta RP. Od 1987 do 1990 był rektorem Uniwersytetu Gdańskiego. W 1993 odznaczony Krzyżem Oficerskim Orderu Odrodzenia Polski Pochowany na cmentarzu komunalnym w Sopocie (kwatera N4-24-1).

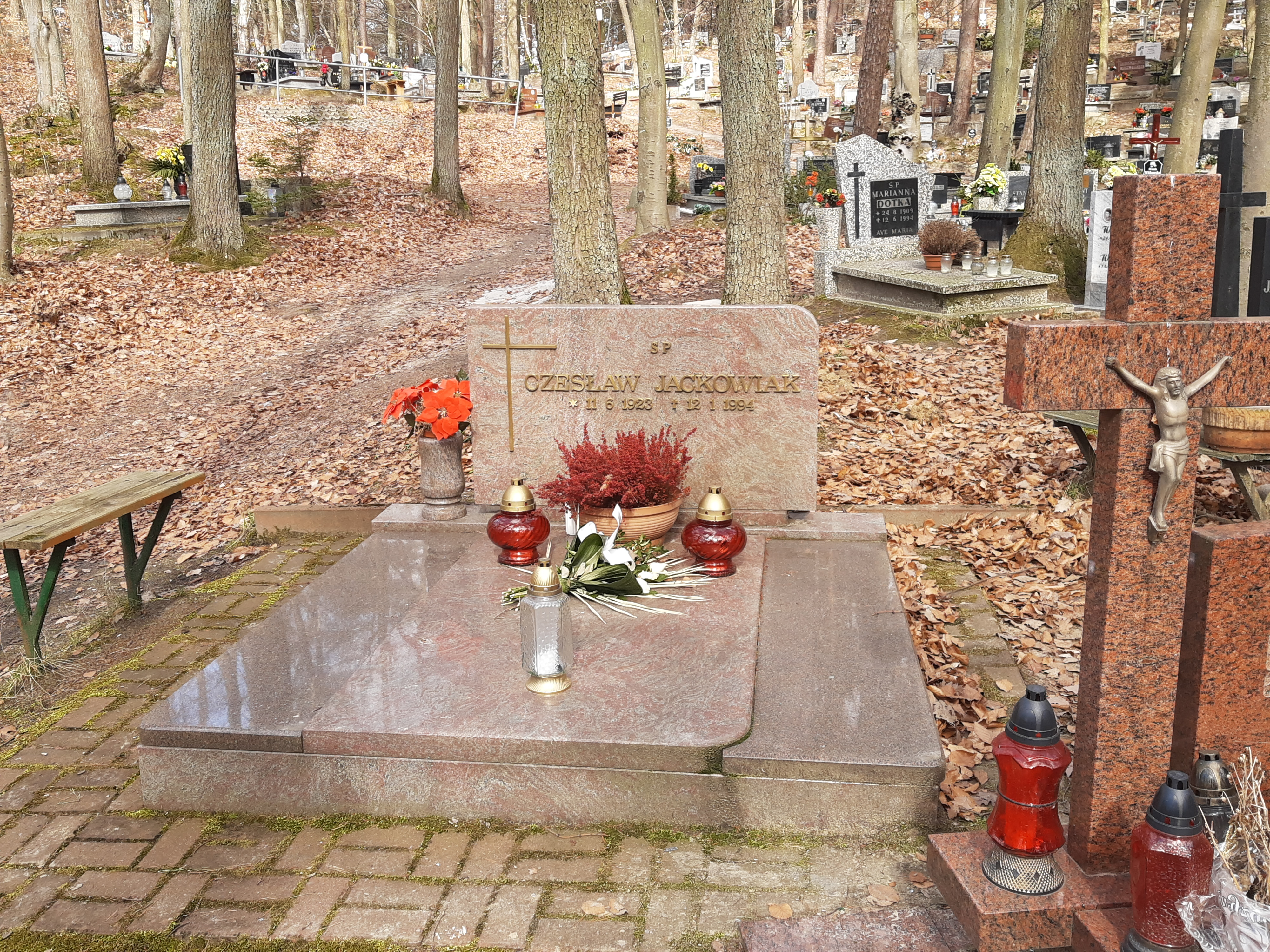
Grób prof. Czesława Jackowiaka na cmentarzu komunalnym w Sopocie

## Publikacje
- Rozwój ubezpieczeń społecznych w Polsce, Zakład im. Ossolińskich, Wrocław 1991.